# Benno Filser
Benno Oskar Alfred Filser (* 31. Januar 1887 in Neu-Ulm; † 1939) war ein deutscher Verleger und Inhaber des Dr. Benno Filser Verlags.

## Leben
Er wurde 1914 an der Universität München mit der Dissertation Die Ästhetik Nietzsche's in der Geburt der Tragödie promoviert. Im August 1919 gründete er den Dr. Benno Filser Verlag in Augsburg und verlegte vor allem Bücher zur Kunst- und Kulturgeschichte, Archäologie, Philosophie, Theologie und Musik. Der Verlag hatte Niederlassungen in Köln und Wien (Österreichische Verlagsgesellschaft Dr. Benno Filser & Co.). 1928 erwarb er den Volksvereins-Verlag, Mönchengladbach. 1919–1933 erschienen in Augsburg rund 700 Verlagswerke. Die Musikverlagsrechte wurden 1932 von Anton Böhm & Sohn aufgekauft. 1934 wurde der Verlag in Augsburg liquidiert und 1935 in München als Neuer Filser Verlag, später Filser Verlag neu gegründet. Laut Bundesanzeiger (1964, Nr. 186) ist der Verlag im Jahr 1964 erloschen, laut Buchhandelsadressbuch erst 1983.
Seine Schwester Maria Caspar-Filser war mit Karl Caspar verheiratet, Mitglied der Neuen Sezession. Sein Vater war Josef Filser.

## Filser-Archiv
Nach Filser ist das Filser-Archiv benannt, das aus ca. 22500 Fotonegativen besteht. Das Archiv nahm seinen Anfang 1889/90 durch Fotografien des Münchener Hoffotografen Carl Teufel der mit Atelieraufnahmen begann, ab 1890 ca. 7000 Aufnahmen von Exponaten des Bayerischen Nationalmuseums anfertigte und ab 1899 etwa 6000 Miniaturen und Initialen aus den Handschriften der Bayerischen Staatsbibliothek fotografierte. Das Teufel-Archiv ging 1911 an den Verlag Riehn & Tietze der es um Münchener Ansichten, Trachten-, Tier- und Landschaftsaufnahmen erweiterte. 1920 übernahm der Verlag Riehn & Reusch diese Aufnahmen und verkaufte sie 1925 an Filser. Seit 1935 befindet sich das Archiv im Bildarchiv Foto Marburg.